# Walter Bertram
Walter Bertram (* 1901 in Würzburg; † 1993 in Mitterfelden) war ein deutscher Maler und Denkmalpfleger.

## Leben

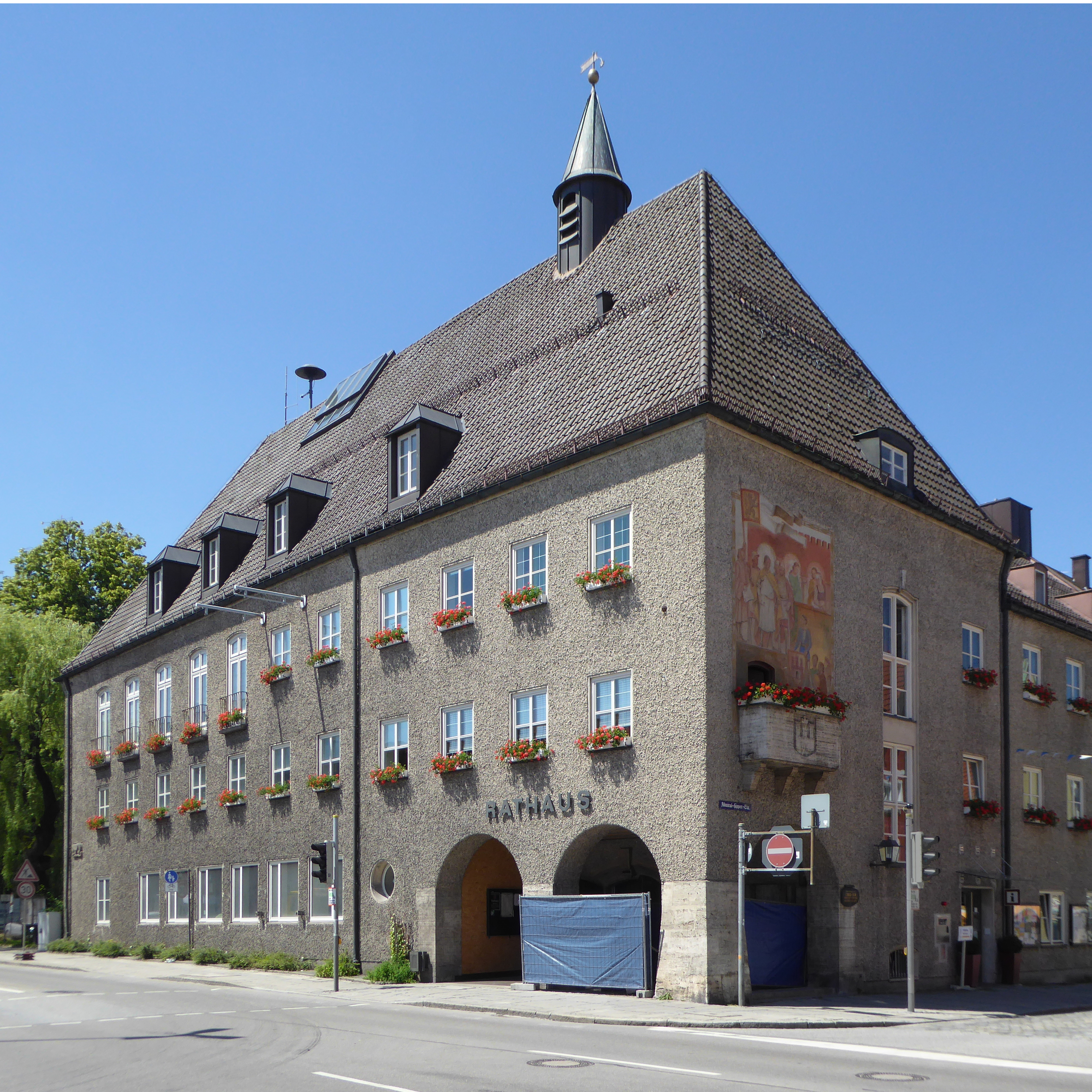
Weilheimer Rathaus

Walter Bertram, der sich bei seiner Immatrikulation an der Münchner Kunstakademie zum Wintersemester 1921/22 noch „Walther“ schrieb, betätigte sich vor allem in den 1920er- und 1930er-Jahren als Monumentalmaler. Er war z. B. zusammen mit dem Bildhauer Jakob Rupp und dem Maler Alfons Epple an der Ausschmückung des 1935 eingeweihten neuen Rathauses in Weilheim in Oberbayern beteiligt.
Bertram stattete aber auch Gotteshäuser mit Gemälden aus, so beispielsweise die Pfarrkirche St. Josef in Waldfischbach.
1940 schuf er Wandmalereien in der Apsis und Altäre für die Münchner Pfarrkirche Maria Heimsuchung, die 1933/34 gebaut worden war.
Bertram orientierte sich wie seine Zeitgenossen Josef Bergmann, Ludwig Magnus Hotter und Oskar Martin Amorbach an der neusachlichen Malerei.
Von 1945 bis 1966 war Bertram, der zeitweise als Landeskonservator im Bayerischen Landesamt für Denkmalpflege arbeitete, „der dominierende Mann in der kirchlichen Denkmalpflege in Bayern“. Als solcher zeigte er sich entsetzt, als ihm 1961 der Pfarrer von Lindenberg im Allgäu mitteilte, die dortige Kirche St. Peter und Paul werde von dem ortsansässigen Dekorationsmaler Paul Keck und nicht etwa von Hermann Kaspar oder einem seiner Schüler ausgemalt werden, wie Bertram es vorgeschlagen hatte. Er versah die Mitteilung des Pfarrers mit einem vernichtenden Kommentar. Denn laut Bertram war die Gestaltung der gewölbten Kirchendecke eine „Aufgabe, die höchstes zeichnerisches und farbliches Können wie echten inneren Schwung“ erforderte, und er war der Überzeugung, Keck sei dazu nicht in der Lage: „Das wird nichts!“
In Bertrams Amtszeit fiel unter anderem der Wiederaufbau der Frauenkirche in München, die im Zweiten Weltkrieg weitgehend zerstört worden war. Er publizierte zahlreiche Aufsätze.